# Emergence (2024)
 (juillet 2024).
Si vous disposez d'ouvrages ou d'articles de référence ou si vous connaissez des sites web de qualité traitant du thème abordé ici, merci de compléter l'article en donnant les références utiles à sa vérifiabilité et en les liant à la section « Notes et références ».
Pour les articles homonymes, voir Emergence.
L'édition 2024 de Emergence est un Pay-per-view de catch (lutte professionnelle) produit par la promotion américaine Total Nonstop Action Wrestling. L'événement a eu lieu le 30 août 2024 au Old Forester's Paristown Hall à Louisville (Kentucky). Il s'agit de la 5e édition de Emergence.

## Contexte
Les spectacles de la Total Nonstop Action Wrestling sont constitués de matchs aux résultats prédéterminés par les scénaristes de la compagnie. Ces rencontres sont justifiées par des storylines – une rivalité entre catcheurs, la plupart du temps – ou par des qualifications survenues dans les shows. Tous les catcheurs possèdent un gimmick, c'est-à-dire qu'ils incarnent un personnage gentil (Face) ou méchant (Heel), qui évolue au fil des rencontres. Un événement comme Emergence est donc un événement tournant pour les différentes storylines en cours.

## Tableau des matchs
| Ordre par numéros | Match* | Stipulation(s)                                                                                          |
| --- | --- | --- |
| 1P | Frankie Kazarian bat Kushida | Match simple                                                                                            |
| 2P | PCO (c) (avec Steph De Lander) bat Shera (avec Matt Cardona)                                                                                               | Match simple pour les TNA Digital Media Championship et Canadian International Heavyweight Championship |
| 3 | Zachary Wentz bat Mike Bailey (c), Hammerstone, Jason Hotch, Laredo Kid et Riley Osborne                                                                   | Ultimate X match pour le TNA X Division Championship                                                    |
| 4 | Steve Maclin bat Eric Young | Match simple                                                                                            |
| 5 | Jordynne Grace et Spitfire (Dani Luna et Jody Threat) battent Ash by Elegance et Malisha (Alisha Edwards et Masha Slamovich) (avec The Personal Concierge) | 6-Knockouts Tag Team match                                                                              |
| 6 | ABC (Ace Austin et Chris Bey) (c) bat Fir$t Cla$$ (AJ Francis et KC Navarro)                                                                               | Tag Team match pour les TNA World Tag Team Championship                                                 |
| 7 | The System (Brian Myers, Eddie Edwards, Moose et JDC) bat Joe Hendry, Mike Santana et The Hardys (Woken Matt et Jeff)                                      | 8-Man Tag Team match                                                                                    |
| 8 | Nic Nemeth (c) bat Josh Alexander (3-2) | 60-Minute Iron Man match pour le TNA World Championship                                                 |
| La lettre C placée entre parenthèses désigne la personne ou l’équipe championne en titre. P – indique que le match aura lieu lors du pré-show * La carte peut être changée | | |